# Ramlat es-Sayhad
Ramlat es-Sayhad (auch: Ramlat as-Sabʿatayn; arabisch رملة السبعتين, DMG Ramlat as-Sabʿatain) ist eine Wüstenregion im nördlichen Bereich des Zentraljemen. Die Wüste erstreckt sich von Ma'rib im Westen bis zum Hadramaut im Osten (heutiger Jemen). Nördlich des Ramlat es-Sayhad schließt sich die Rub al-Chali, die größte Sandwüste der Erde an.
Die Übergangszonen von den Bergen ausgehend sind mit Akazien und Dornsträuchern bestandene Steppengebiete, die ideale Lebensgrundlagen für Dromedare abgeben. Diese verhalfen durch ihre verhältnismäßig einfache Domestizierung und Abrichtbarkeit zu Lasttransporttieren bereits den Sabäern zum nachhaltigen Aufstieg. Dromedare sind auch heute noch wichtiger Bestandteil der jemenitischen Kultur. In der Wüste selbst ist aufgrund außerordentlicher Temperaturen von bis zu 50 °C und ständigem Wassermangel außer Strauchbewuchs kaum Vegetation anzutreffen.
Das Areal umfasst gleichzeitig das historische Gebiet der Sayhad-Kultur Altsüdarabiens, also des westlichen Oman und des äußersten Südens Saudi-Arabiens von der Gründung der Reiche Saba, Ausan, Qataban und Hadramaut zu Beginn des 1. Jahrtausends v. Chr. bis zur Ausbreitung des Islam ab 632 n. Chr.